# Militära grader i Tunisien
Militära grader i Tunisien visar den hierarkiska ordningen i den tunisiska försvarsmakten.

## Armén och flygvapnet
|  |  |  |  |  |  |  |  |  |  |

|  |  |  |  |  |  |  |  |  |

## Flottan
|  |  |  |  |  |  |  |  |  |  |

|  |  |  |  |  |  |  |  |  |